# Гетиня
Гетиня (укр. Гетиня) — село в Пийтерфолвовской общине Закарпатской области Украины.
Население по переписи 2001 года составляло 753 человека. Почтовый индекс — 90362. Телефонный код — 03143. Занимает площадь 3,261 км². Код КОАТУУ — 2121285902.

## Местный совет
90361, с. Чепа, вул. Фогороші, 33